# Грабщейнски замък
Грабщейнският замък се намира в Чехия, Либерецки край, Либерецки окръг, община Хотине (Chotyně), край село Грабщейн (Grabštejn). Разположен е в долината на р. Лужицка Ниса, над с. Хотине, близо до гр. Храдек над Нисоу, недалеч от границата с Германия и Полша.
Основан е през 13 век и дълго време принадлежи на благородници от рода Дона. През 1562 г. замъкът е закупен от канцлера Георг Мехел Стрелик. Той живее в замъка от 1566 до 1586 година. При Стрелик е пристроена къща за прислугата, преустроена през 1830 г. в класически стил. Малко преди това, през 1818 г., Кристиан Клам-Галас възстановява Новия замък, разположен под стария.
Въпреки пожара, който унищожава горните етажи на замъка през 1843 г., Старият замък запазва първоначалния си облик в ренесансов стил.
Родът Клам-Галас притежава замъка от 1704 до 1945 г., когато е конфискуван. След Втората световна война е отворен за посещения до 1953 г., когато е прехвърлен към Министерството на отбраната. По време на престоя на военни учреждения в замъка състоянието му забележимо се влошава.
Реконструкция и реставрация на замъка започва през 1989 г. Днес е сред най-активно реставрираните замъци в Чехия. Възстановяването му до голяма степен се дължи на Ян Седлак, който заема поста на кастелан в периода 1991 – 2013 г. Отново е отворен за посещения през 1993 г.
Сред най-привлекателните места в замъка е параклисът „Света Варвара“, украсен с рисунки на животни, хора, както и хералдически мотиви от 16 век, направени в ренесансов стил. Неговата кула предлага гледка към северното крило на замъка, живописните хълмове, обграждащи замъка от всички страни, границата на трите държави.
Около замъка има голям парк, където растат редки растителни видове.